# Freddie Fox
Frederick Samson Robert Morice Fox, detto Freddie (Londra, 5 aprile 1989), è un attore britannico.

## Biografia
Nato ad Hammersmith, un quartiere di Londra, è figlio di Joanna David e Edward Fox, entrambi attori. Ha anche una sorella attrice di nome Emilia Fox. Frequenta prima la Bryanston School nel Dorset e completa i suoi studi alla Guildhall School of Music and Drama nel 2010. Inizia la sua carriera d'attore a teatro e recita all'Old Vic in La pulce nell'orecchio e in Cause Célèbre.
Appare in alcuni film per la televisione britannici e nel 2011 fa parte del cast di I tre moschettieri. Nel 2012 appare nella miniserie britannica Parade's End e recita nei panni di Alfred Douglas, a fianco di Rupert Everett, nella produzione teatrale The Judas Kiss di David Hare. Nel 2017 viene candidato al Laurence Olivier Award al migliore attore non protagonista per la sua interpretazione di Tristan Tzara ne I mostri sacri di Tom Stoppard in scena all'Apollo Theatre di Londra.

### Vita privata
Mentre promuoveva la commedia di Channel 4 Cucumber nel 2015, Fox ha detto che non desidera definire la sua sessualità, aggiungendo "Ho avuto delle fidanzate, ma non vorrei dire 'Io sono questo o io sono quello', perché un giorno nella mia vita potrei innamorarmi di un uomo". Ha anche affermato che la bisessualità è spesso fraintesa e che le persone possono avere relazioni significative "indipendentemente dal loro sesso".

## Filmografia

### Cinema
- St.Trinian's 2 - La leggenda del tesoro segreto (St Trinian's 2 - The Legend of Fritton's Gold), regia di Oliver Parker e Barnaby Thompson (2009)
- I tre moschettieri (The Three Musketeers), regia di Paul W. S. Anderson (2011)
- Pride, regia di Matthew Warchus (2014)
- Posh (The Riot Club), regia di Lone Scherfig (2014)
- Victor - La storia segreta del dott. Frankenstein (Victor Frankenstein), regia di Paul McGuigan (2015)
- King Arthur - Il potere della spada (King Arthur: Legend of the Sword), regia di Guy Ritchie (2017)
- La signora Harris va a Parigi (Mrs. Harris Goes to Paris), regia di Anthony Fabian (2022)
- La terra delle donne, regia di Marisa Vallone (2023)
- Il ministero della guerra sporca (The Ministry of Ungentlemanly Warfare), regia di Guy Ritchie (2024)

### Televisione
- Miss Marple (Agatha Christie's Marple) - serie TV, episodio 4x04 (2009)
- Worried About the Boy, regia di Julian Jarrold – film TV (2010)
- Any Human Heart, regia di Michael Samuels - miniserie TV (2010)
- This September – serie TV, episodio 1x01 (2010)
- The Shadow Line – serie TV, 4 episodi (2011)
- The Mystery of Edwin Drood, regia di Diarmuid Lawrence - miniserie TV (2012)
- Lewis – serie TV, episodio 6x02 (2012)
- Parade's End, regia di Susanna White – miniserie TV (2012)
- Cucumber – serie TV, 7 episodi (2015)
- Banana – serie TV, 4 episodi (2015)
- La collina dei conigli (Watership Down), regia di Noam Murro - miniserie animata (2018)[5]
- White House Farm – miniserie TV, 6 puntate (2020)
- The Crown – serie TV, 2 episodi (2020)
- The Great – serie TV, 12 episodi (2020-2023)
- The Pursuit of Love - Rincorrendo l'amore (The Pursuit of Love) – miniserie TV, 3 puntate (2021)
- Slow Horses – serie TV, 11 episodi (2022-2023)
- The Sandman – serie TV, 5 episodi (2022-2025)
- House of the Dragon – serie TV, 5 episodi (2024)
- The Gentlemen – serie TV, 1 episodio (2024)
- Doctor Who – serie TV, episodio 2x06 (2025)

## Teatro
- La pulce nell'orecchio di Georges Feydeau, regia di Richard Eyre. Old Vic di Londra (2011)
- Cause Célèbre di Terence Rattigan, regia di Thea Sharrock. Old Vic di Londra (2011)
- Hay Fever di Noël Coward, regia di Howard Davies. Noël Coward Theatre di Londra (2012)
- The Judas Kiss di David Hare, regia di Neil Armfield. Hampstead Theatre (2012), Duke of York's Theatre di Londra (2013)
- Romeo e Giulietta di William Shakespeare, regia di Jonathan Humphreys. Crucible Theatre di Sheffield (2015)
- Sogno di una notte di mezza estate di William Shakespeare, regia di Simon Evans. Southwark Playhouse di Londra (2016)
- Romeo e Giulietta di William Shakespeare, regia di Kenneth Branagh. Garrick Theatre di Londra (2016)
- I mostri sacri di Tom Stoppard, regia di Patrick Marber. Menier Chocolate Factory (2016) e Apollo Theatre di Londra (2017)
- Un marito ideale di Oscar Wilde, regia di Jonathan Church. Vaudeville Theatre di Londra (2018)
- Edmond de Bergerac di Alexis Michalik, regia di Roxana Silbert. Birmingham Repertory Theatre di Birmingham e tour UK (2019)
- Amleto di William Shakespeare, regia di Tom Littler. Guildford Shakespeare Company di Guilford (2022)
- Ella si umilia per vincere di Oliver Goldsmith, regia di Tom Littler. Orange Tree Theatre di Londra (2023)

## Doppiatori italiani
Nelle versioni in italiano delle opere in cui ha recitato, Freddie Fox è stato doppiato da:
- Davide Perino in Pride, King Arthur - Il potere della spada
- Alessandro Campaiola in La signora Harris va a Parigi, Il ministero della guerra sporca
- Francesco Bulckaen in I tre moschettieri
- Leonardo Graziano in Posh
- Patrizio Cigliano in Victor - La storia segreta del dott. Frankenstein
- Federico Zanandrea in The Great
- Giuseppe Palasciano in  The Crown
- Flavio Aquilone in The Pursuit of Love - Rincorrendo l'amore
- Manuel Meli in Slow Horses
- Federico Campaiola in House of the Dragon
- Alessio Puccio in The Gentlemen
- Danny Francucci in Doctor Who
- Mattia Nissolino in The Sandman

Da doppiatore è sostituito da:
- Patrizio Cigliano in La collina dei conigli